# خديجة الرياضي
خديجة رياضي (مواليد 1960) ناشطة حقوقية يسارية مغربية، تعمل منذ عام 1983، على قضايا حقوقية، أبرزها قضية المساواة بين الجنسين وحرية التعبير والعدالة، وهي منسقة لشبكة تضم 22 منظمة غير حكومية بالمغرب، وشغلت سابقا منصب رئيسة للجمعية المغربية لحقوق الإنسان بين أبريل / نيسان 2007 ومايو 2013. حصلت في 10 ديسمبر / كانون الثاني 2013 على جائزة الأمم المتحدة لحقوق الإنسان. لتكون بذلك أول امرأة من العالم العربي تفوز بها.

## مسيرتها
نشأت في أسرة أمازيغية بدائرة إغرم نواحي إقليم تارودانت، حصلت على الباكالوريا في ثانوية عمر الخيام سنة 1978. تابعت دراستها بالمعهد الوطني للإحصاء والاقتصاد التطبيقي سنة 1983، وعملت كمهندسة في المديرية العامة للضرائب في وزارة المالية. وهي متزوجة وأم لطفلين.

### نشاطها السياسي والحقوقي
انضمت للعمل النقابي بالإتحاد المغربي للشغل، وهي مناضلة بالنهج الديمقراطي، وهو حزب دو توجه يساري.
في أبريل 2007 تحولت إلى أول امرأة تقود الجمعية المغربية لحقوق الإنسان، وثاني امرأة تتربع على كرسي رئاسة جمعية أو منظمة حقوقية في المغرب بعد أمينة بوعياش. ومنذ اعتلائها في المنصب برز نشاط الجمعية كمنبه للانتهاكات التي تمس حقوق الإنسان وتبنت الدفاع عن معتقلي الرأي وفتحت مقرها بالرباط لاحتضان أنشطة حقوقية تدافع عن المعتقلين. كما تبنت مطالب حركة 20 فبراير خلال التحرك الشبابي الذي عرفه المغرب سنة 2011 في سياق الربيع العربي. وخلال ترأسها للجمعية المغربية لحقوق الإنسان تعرضت مرار للعنف على يد الشرطة في التظاهرات والاحتجاجات التي نظمتها كما تتعرض لحملات تشهير وقذف في بعض المنابر والمواقع المقربة من السلطة.

### المطالبة بالحرية الجنسية
في 16 يونيو 2012 انعقدت ندوة نظمتها الجمعية الحقوقية بمناسبة ذكرى مرور 33 سنة على تأسيسها، دار موضوعها حول «الحريات ودور الحركة الحقوقية في المغرب»، طالبت فيها خديجة رياضي، من الدولة المغربية، ضمان واحترام كافة الحقوق الفردية ومنها الحرية الجنسية وحرية الاعتقاد وحرية تملك الجسد. وذلك بإلغاء الفصل 490 من القانون الجنائي المغربي الذي يعاقب على إقامة علاقة جنسية بين رجل وامرأة خارج إطار العلاقة الزوجية القانونية، كما طالبت بضمان ممارسة الحرية الجنسية بين رجل وامرأة راشدين بالتراضي بينهما، واعتبرت هذا «حق من حقوق الإنسان يدخل في إطار حق تملك الجسد الذي هو شأن فردي». وجاء رد التيار الإسلامي، على يد أبو زيد المقرئ الإدريسي الذي قال حول هذه المطالب: ««ليست ابداعا ولا استنباطا من الواقع المغربي، بقدر ما هي تقليد حرفي ممسوخ للعقلية والقيم الغربية (...) وهل أوصلت تلك التغييرات فعلا إلى تحسين العلاقات الاجتماعية والأسرية والنفسية في البلدان الغربية؟».»

### جوائز
في 10 دسمبر 2013، حصلت الرئيسة السابقة للجمعية المغربية لحقوق الإنسان على جائزة الأمم المتحدة لحقوق الإنسان لسنة 2013. وتعتبر خديجة الرياضي، أول امرأة عربية تحصل على هذه الجائزة، والتي سبق للعديد من الشخصيات المرموقة في عدد من المجالات الحصول عليها مثل نيلسون مانديلا وإليانور روزفلت ومارتن لوثر كينغ. واعتبرت خديجة الرياضي أن هذا «التتويج جعلها تشعر بمسؤولية إضافية جديدة».

### نهاية ترأسها للجمعية
في 11 مايو 2013 خلفها رفيقها في حزب النهج الديمقراطي أحمد الهايج على رئاسة الجمعية المغربية لحقوق الإنسان.
ترأست خديجة الرياضي اللجنة التي تبنت الدفاع عن الصحفي علي أنوزلا عندما اُعْتُقِل في سبتمبر 2013.

## طالع
| - الجمعية المغربية لحقوق الإنسان - سعيد بن حماني - عزيز غالي - سجن تازمامرت - سجن قلعة مكونة - سجن مولاي علي الشريف - سنوات الجمر (المغرب) | - شهداء كوميرة - دولة بوليسية - تاريخ المغرب - سياسة المغرب - التعذيب - عبد الرحمن بن عمرو - تلك العتمة الباهرة |

## وصلات خارجية متعلقة
- بيانات الجمعية المغربية لحقوق الإنسان